# Rapir
Rapir (francuski: rapière, engleski: rapier) dug je i tanak pravi mač koji se koristio u Južnoj i Zapadnoj Europi od sredine 16. do kraja 17. stoljeća.

## Nastanak i razvoj
Sve do 16. stoljeća mačevanje je, s manjima izmjenama, zadržalo slična obilježja kao u antičko doba: borilo se mačem i štitom, pri čemu je mač služio za napad, a štit za obranu. Tek s promjenama vojne opreme – odbacivanjem oklopa u ratu – mačevanje poprima nova obilježja. U talijanskima državama početkom 16. stoljeća nastaje nova vještina mačevanja, tzv. talijanska škola, u kojoj je bodu (ubadanju mačem) data prednost nad sječenjem. Talijan Achille Marozzo objavio je 1536. godine prvo djelo o mačevanju novime stilom zvano Opera Nova chiamata Duello. Štit je postepeno zamijenjen kratkime bodežom trokutastoga sječiva, a krajem 16. stoljeća bodež se potpuno odbacuje, pa se mačevalo samo rapirom – dugime i tankime mačem, koji je zbog male težine i velike brzine bio pogodan i za napad, i za obranu-odbijanje (pariranje) udaraca. Španjolski učitelj mačevanja Jerónimo Sánchez de Carranza prvi je propisao korake pri mačevanju, a u drugoj polovici 17. stoljeća razvila se francuska škola mačevanja, u kojoj se pokreti mača kombiniraju s pokretima tijela.

## U popularnoj kulturi
Modernoj publici rapiri su poznati iz brojnih ekranizacija Tri mušketira Alexandrea Dumasa sr. i Cyranoa de Bergeraca Edmonda Rostanda.

## Vanjske poveznice
- Rapir Hrvatska enciklopedija
- The Three Musketeers. 29. ožujka 1974. Prenosi IMDb